# The Air Force
The Air Force è il quinto album in studio del gruppo musicale statunitense Xiu Xiu, pubblicato nel 2006.

## Tracce
1. Buzz Saw – 3:01
2. Boy Soprano – 3:23
3. Hello from Eau Claire – 2:54
4. Vulture Piano – 3:23
5. PJ in the Streets... – 2:57
6. Bishop, CA – 4:06
7. Saint Pedro Glue Stick – 1:17
8. The Pineapple vs the Watermelon – 3:28
9. Save Me Save Me – 2:39
10. The Fox & the Rabbit – 3:12
11. Wig Master – 4:17